# مخزن العشاق (فلم)
مخزن العشاق (بالإنجليزية: Makhazane el ochak - The Shop for Lovers) فيلم كوميدي مصري لعام 1933 من إخراج كارلو بوبا، ومن بطولة الممثل محمد كمال المصري الشهير بشرفنطح. الفيلم عبارة عن مجموعة من المواقف الضاحكة.
صدر الفيلم إلى دور العرض المصرية في 22 مايو 1933.
منح موقع قاعدة بيانات الأفلام العربية «السينما.كوم» الفيلم درجة 5.7/ 10.

## طاقم التمثيل والاخراج
نادية: ممثلة مصرية بدأت مشوارها الفني منذ السينما الصامتة عام 1930 في الفيلم الصامت "زينب" بطولة بهيجة حافظ، وزكي رستم، حيث قامت بدور صغير، وتابعت نشاطها مع أفلام: جحا وأبو نواس (1932)، وأنشودة الفؤاد (1932)، ثم فيلمها هذا، و"جحا وأبو نواس مصوران (1933)، والشريد (1942)، وكان أخر أعمالها عام 1946 فيلم "دنيا".
عزت الجاهلي: الملحن المصري الكبير، وقام في هذا الفيلم بالتمثيل لأول مرة، ولا غرابة حيث أن والده الممثل عبد العزيز الجاهلي. تابع التمثيل في ثلاثة أفلام: «العزيمة» 1939، و«نور عيوني» 1954، و«دليلة» 1956.
جميل عزت عبد الحميد القصابي: ممثل مصري ليس له تاريخ فني مدون غير هذا الفيلم.
حسين إبراهيم: ممثل ومنلوجيست مصري، ورصيدة السينمائي 8 أفلام، بدأ بأفلام السينما الصامتة عام 1928 مع فيلم «سعاد الغجرية»، وبعده وعلى مدار تاريخه السينمائي كان يتقمص شخصية سيدة، ويطلق عليه «جمالات كفتة». قام بأداء دور السيدة في عام 1934 «حوادث كشك بيك»، وعام 1937 «مراتي نملرة 2»، وعام 1941 «عريس من إسطنبول»، وعام 1950 «الآنسة ماما»، وعام 1951 «ليلة الحنا»، و1951 «خضرة والسندباد القبلي»، وبعد ذلك قرر العودة للعمل في الملاهي الليلية كمنلوجست.
محمد كمال المصري (شرفنطح): بدأ مع السينما الصامتة، ورصيده 45 فيلم كان آخرها «حسن ومرقص وكوهين».
المخرج: كارلو بوبا هو منتج وكاتب ومخرج، قام باخراج أربعة أفلام كان هذا أولها تبعه «حوادث كشكش بيك» 1934، و«كله الا كدة» 1937، و«عمر وجميلة»  1938.

## وصلات خارجية
- مخزن العشاق على موقع IMDb (الإنجليزية)
- مخزن العشاق على موقع قاعدة بيانات الأفلام العربية
- مخزن العشاق على موقع دهليز
- مخزن العشاق على موقع IMDB
- مخزن العشاق على موقع كاروهات
- مخزن العشاق على موقع الرياضة
- مخزن العشاق على موقع أخبار الحياة
- مخزن العشاق على موقع قناة مصر نسخة محفوظة 25 مايو 2014 على موقع واي باك مشين.